# Đa Lộc, Châu Thành (Trà Vinh)
Đa Lộc là một xã cũ thuộc huyện Châu Thành, tỉnh Trà Vinh, Việt Nam.

## Địa lý
Xã Đa Lộc nằm ở trung tâm huyện Châu Thành và thị trấn Châu Thành nằm chính giữa chia xã Đa Lộc thành một phía đông - một phía tây, có vị trí địa lý:
- Phần phía đông xã Đa Lộc:
  - Phía đông giáp huyện Cầu Ngang và các xã Hòa Lợi, Phước Hảo
  - Phía tây giáp thị trấn Châu Thành và xã Mỹ Chánh
  - Phía nam giáp huyện Cầu Ngang
  - Phía bắc giáp thành phố Trà Vinh và xã Hòa Lợi.
- Phần phía tây xã Đa Lộc:
  - Phía đông giáp thị trấn Châu Thành
  - Phía nam giáp các xã Mỹ Chánh, Thanh Mỹ
  - Phía tây giáp xã Lương Hòa A
  - Phía bắc giáp thành phố Trà Vinh.

Xã Đa Lộc có diện tích 37,87 km², dân số năm 2019 là 13.686 người, mật độ dân số đạt 361 người/km².

## Hành chính
Xã Đa Lộc được chia thành 8 ấp: Ba Tiêu, Bàu Sơn, Giồng Lức, Hương Phụ A, Hương Phụ B, Hương Phụ C, Thanh Trì A, Thanh Trì B.

## Lịch sử
Sau năm 1975, xã Đa Lộc thuộc huyện Châu Thành Đông, tỉnh Cửu Long.
Ngày 11 tháng 3 năm 1977, Hội đồng Chính phủ ban hành Quyết định 59-CP về việc giải thể huyện Châu Thành Đông, sáp nhập xã Đa Lộc của huyện Châu Thành Đông vào huyện Càng Long.
Ngày 29 tháng 9 năm 1981, Hội đồng Bộ trưởng ban hành Quyết định 98-HĐBT về việc thành lập huyện Châu Thành trên cơ sở tách xã Đa Lộc của huyện Càng Long và xã Đa Lộc là huyện lỵ của huyện Châu Thành.
Ngày 29 tháng 8 năm 1994, Chính phủ ban hành Nghị định 99-CP về việc thành lập thị trấn Châu Thành trên cơ sở điều chỉnh một phần của xã Đa Lộc.
Ngày 18 tháng 7 năm 2002, Chính phủ ban hành Nghị định 70/2002/NĐ-CP về việc thành lập phường 9 thuộc thị xã Trà Vinh trên cơ sở điều chỉnh 714,8 ha diện tích tự nhiên và 4.972 nhân khẩu của xã Đa Lộc.
Sau khi điều chỉnh địa giới hành chính, xã Đa Lộc còn lại 3.787 ha diện tích tự nhiên và 12.397 nhân khẩu.